# Laborovaïa
Laborovaïa (en russe : Лаборовая) est une hameau situé dans le district autonome de Iamalo-Nénétsie en Sibérie (oblast de Tioumen ; Russie). Située en territoire nénètse, la petite localité est entourée de campements destinés à l'élevage des rennes. Environ 20 familles résident à Laborovaïa.

## Géographie et climat
Le village de Laborovaïa se trouve en Iamalie (Sibérie). Appartenant au raïon de l'Oural, il est situé à environ 200 kilomètres au nord de la capitale de Iamalie, Salekhard.
Le climat dans la zone de Laborovaïa est de type subarctique. L'écosystème environnant est une toundra.

## Population
Au début des années 2010, une vingtaine de familles habitaient à Laborovaïa. 
Le village est situé dans le territoire du peuple nénètse. 

## Renniculture
Dans la zone autour du village, plusieurs campements nénètses sont destinés à la renniculture.